# Marko Aurelije Kota
Marko Aurelije Kota (Marcus Aurelius Cotta, prva polovica 1. st. pr. Kr.) bio je rimski političar iz vremena kasne Republike. Pripadao je uglednoj obitelji; njegov brat Gaj je bio konzul 75. pr. Kr. a brat Lucije konzul 65. pr. Kr. Sestra Aurelija Kota je bila majka Julija Cezara.
80. pr. Kr. se kao propretor u Hispaniji borio protiv Kvinta Sertorija. Godine 74. pr. Kr. je izabran za konzula te je sudjelovao u trećem mitridatskom ratu. Tada mu je kod Halkedona uništena flota te je morao izdržati pontsku opsadu. Nakon povratka u Rim, bio je osuđen za iznudu stanovnika Bitinije i prognan.

## Vanjske poveznice
- Smith, Dictionary of Greek and Roman Biography and Mythology > v. 1, page 868   Arhivirana inačica izvorne stranice od 22. svibnja 2006. (Wayback Machine)